# BFGoodrich Langstreckenmeisterschaft 2008
Die BFGoodrich Langstreckenmeisterschaft 2008 war die 32. Saison der BFGoodrich Langstreckenmeisterschaft, einer Automobil-Rennveranstaltung für den Breitensport, und wurde von der Veranstaltergemeinschaft Langstreckenpokal Nürburgring ausgetragen. Sie begann am 29. März 2008 und endete am 9. November 2008 nach elf Läufen auf dem Nürburgring.
Die Meisterschaft gewannen Alexander Böhm und Matthias Unger auf einem BMW 325i vom Team Black Falcon.

## Rennkalender
| Datum         | Rennen                                 | Distanz |
| ------------- | -------------------------------------- | ------- |
| 29. März 2008 | 56. ADAC Westfalenfahrt (abgesagt)     | 4h      |
| 12. Apr. 2008 | 33. DMV 4-Stunden-Rennen               | 4h      |
| 26. Apr. 2008 | 50. ADAC ACAS H&R-Cup                  | 4h      |
| 10. Mai 2008  | 39. Adenauer ADAC Rundstrecken-Trophy  | 4h      |
| 21. Juni 2008 | 48. ADAC Reinoldus-Langstreckenrennen  | 4h      |
| 5. Juli 2008  | 31. RCM DMV Grenzlandrennen            | 4h      |
| 19. Juli 2008 | 6h ADAC Ruhr-Pokal-Rennen              | 6h      |
| 13. Sep. 2008 | 40. ADAC Barbarossapreis (abgebrochen) | 4h      |
| 11. Okt. 2008 | 32. DMV 250-Meilen-Rennen              | 4h      |
| 25. Okt. 2008 | 33. DMV Münsterlandpokal               | 4h      |
| 9. Nov. 2008  | BFGoodrich Trophy                      | 4h      |

Auf Grund der Absage der Westfalenfahrt (Schnee) und des Abbruches des Barbarossapreises (Dieseltreibstoff auf der Strecke) wurde als 11. Saisonrennen zusätzlich die BFGoodrich Trophy ausgetragen.

## Ergebnisse

### 33. DMV 4-Stunden-Rennen
| Platz | Fahrer                                                    | Team                       | Fahrzeug (Klasse)              | Zeit (Runden)    |
| ----- | --------------------------------------------------------- | -------------------------- | ------------------------------ | ---------------- |
| 1     | Marc Lieb Marcel Tiemann                                  | Manthey Racing             | Porsche 997 GT3 RSR (SP7)      | 4:07:30.133 (28) |
| 2     | Emmanuel Collard Frank Stippler Richard Westbrook         | HISAQ Competition          | Porsche 997 GT3 RSR (SP7)      | + 2:51.013 (28)  |
| 3     | Andreas Schall Ralf Schall Volker Strycek                 | Schall Motorsport          | Opel Astra DTM (E1-XP)         | + 7:15.837 (28)  |
| 4     | Bert Lambrecht Jean-François Hemroulle Lance David Arnold | Manthey Racing             | Porsche 997 GT3 Supercup (SP7) | + 8:06.354 (28)  |
| 5     | Oliver Kainz Willie Moore Andreas Teichmann               | Scheid Motorsport          | BMW M3 (SP7)                   | + 9:11.558 (28)  |
| 6     | Georg Weiss Michael Jacobs Dieter Schornstein             | Wochenspiegel Team Manthey | Porsche 997 GT3 Supercup (SP7) | + 1 Runde (27)   |
| 7     | Stanislav Gryazin Walerij Horban                          | Wagner Motorsport          | Porsche 996 GT3 RSR (SP7)      | + 1 Runde (27)   |
| 8     | Rudi Adams Michael Funke Marco Schelp                     | Dörr Motorsport            | BMW Z4 M Coupé (SP6)           | + 1 Runde (27)   |
| 9     | Klaus Dieter Frers Patrick Bernhard                       | Paragon Motorsport         | Porsche 997 GT3 RSR (SP7)      | + 1 Runde (27)   |
| 10    | Peter Schmidt David Horn Christer Jöns                    | Car Collection Motorsport  | Porsche 996 GT3 Cup (Cup3A)    | + 2 Runden (26)  |

### 50. ADAC ACAS H&R-Cup
| Platz | Fahrer                                                    | Team                       | Fahrzeug (Klasse)              | Zeit (Runden)    |
| ----- | --------------------------------------------------------- | -------------------------- | ------------------------------ | ---------------- |
| 1     | Marino Franchitti Frank Stippler                          | HISAQ Competition          | Porsche 997 GT3 RSR (SP7)      | 4:04:16.148 (27) |
| 2     | Klaus Dieter Frers Jörg Hardt Patrick Bernhard            | Paragon Motorsport         | Porsche 997 GT3 RSR (SP7)      | + 1:22.164 (27)  |
| 3     | Georg Weiss Michael Jacobs Peter-Paul Pietsch             | Wochenspiegel Team Manthey | Porsche 997 GT3 Supercup (SP7) | + 2:10.821 (27)  |
| 4     | Bert Lambrecht Jean-François Hemroulle Lance David Arnold | Manthey Racing             | Porsche 997 GT3 Supercup (SP7) | + 2:44.005 (27)  |
| 5     | Stefan Kissling Hannu Luostarinen                         | Kissling Motorsport        | Corvette C6 (SP8)              | + 3:07.147 (27)  |
| 6     | Sabine Schmitz Klaus Abbelen                              | Frikadelli Racing          | Porsche 997 GT3 Supercup (SP7) | + 3:59.316 (27)  |
| 7     | Armin Hahne Christian Haarmann Wilhelm Kern               | Manthey Racing             | Porsche 996 GT3 RSR (SP7)      | + 4:13.245 (27)  |
| 8     | Stanislav Gryazin Walerij Horban                          | Wagner Motorsport          | Porsche 996 GT3 RSR (SP7)      | + 4:48.479 (27)  |
| 9     | Frank Kräling Marc Gindorf                                | Manthey Racing             | Porsche 997 GT3 Cup (Cup3B)    | + 7:25.932 (27)  |
| 10    | Reinhold Mölig                                            | Mölig Racing               | Irmscher V8 Star (E1-XP)       | + 7:48.674 (27)  |

### 39. Adenauer ADAC Rundstrecken-Trophy
| Platz | Fahrer                                         | Team                | Fahrzeug (Klasse)              | Zeit (Runden)    |
| ----- | ---------------------------------------------- | ------------------- | ------------------------------ | ---------------- |
| 1     | Michael Bäder Tobias Hagenmeyer                | Team MB Autotechnik | BMW Z4 M Coupé (SP7)           | 4:08:37.817 (28) |
| 2     | Stian Sørlie Claudia Hürtgen Richard Göransson | Schubert Motorsport | BMW Z4 M Coupé (SP6)           | + 19.249 (28)    |
| 3     | Andreas Schall Ralf Schall Volker Strycek      | Schall Motorsport   | Opel Astra DTM (E1-XP)         | + 4:55.849 (28)  |
| 4     | Stanislav Gryazin Walerij Horban               | Wagner Motorsport   | Porsche 996 GT3 RSR (SP7)      | + 5:30.878 (28)  |
| 5     | Sabine Schmitz Klaus Abbelen                   | Frikadelli Racing   | Porsche 997 GT3 Supercup (SP7) | + 6:13.479 (28)  |
| 6     | Jörg Otto Jochen Krumbach                      | Captain Racing      | Porsche 997 GT3 Cup (Cup3B)    | + 8:24.381 (28)  |
| 7     | Christopher Gerhard Florian Scholze            |                     | Porsche 997 GT3 Cup (Cup3B)    | + 1 Runde (27)   |
| 8     | Bernd Otto Edgar Althoff                       |                     | Porsche 997 GT3 Cup (Cup3B)    | + 1 Runde (27)   |
| 9     | Oliver Kainz Willie Moore                      | Scheid Motorsport   | BMW M3 (SP7)                   | + 1 Runde (27)   |
| 10    | Michael Schratz Gregor Vogler                  | Steam Racing        | Porsche 997 GT3 Cup (Cup3B)    | + 1 Runde (27)   |

### 48. ADAC Reinoldus-Langstreckenrennen
| Platz | Fahrer                                      | Team                       | Fahrzeug (Klasse)              | Zeit (Runden)    |
| ----- | ------------------------------------------- | -------------------------- | ------------------------------ | ---------------- |
| 1     | Marc Basseng Johannes Stuck                 | Land Motorsport            | Porsche 997 GT3 RSR (SP7)      | 4:01:07.576 (27) |
| 2     | Georg Weiss Michael Jacobs Marcel Tiemann   | Wochenspiegel Team Manthey | Porsche 997 GT3 Supercup (SP7) | + 2:56.720 (27)  |
| 3     | Oliver Kainz Andreas Teichmann              | Scheid Motorsport          | BMW M3 (SP7)                   | + 4:40.845 (27)  |
| 4     | Stefan Beil Norbert Fischer Marco Seefried  | Team MSpeed                | Porsche Cayman (SP7)           | + 4:41.950 (27)  |
| 5     | Hermann Tilke Dirk Adorf                    | Raeder Motorsport          | Lamborghini Gallardo (SP8)     | + 5:30.439 (27)  |
| 6     | Jörg Otto Jochen Krumbach                   | Captain Racing             | Porsche 997 GT3 Cup (Cup3B)    | + 6:01.723 (27)  |
| 7     | Wolfgang Kohler Hannes Plesse               | Manthey Racing             | Porsche 997 GT3 Supercup (SP7) | + 6:57.108 (27)  |
| 8     | Andreas Schall Ralf Schall Volker Strycek   | Schall Motorsport          | Opel Astra DTM (E1-XP)         | + 8:39.797 (27)  |
| 9     | Oliver Rövenich Wolf Silvester Mario Merten | Bonk Motorsport            | Porsche 997 GT3 Cup (Cup3B)    | + 1 Runde (26)   |
| 10    | Chris Cooper Guy Spurr Chris Harris         | Parker Racing              | Porsche 997 GT3 Cup (Cup3B)    | + 1 Runde (26)   |

### 31. RCM DMV Grenzlandrennen
| Platz | Fahrer                                     | Team                   | Fahrzeug (Klasse)              | Zeit (Runden)    |
| ----- | ------------------------------------------ | ---------------------- | ------------------------------ | ---------------- |
| 1     | Romain Dumas Marcel Tiemann Arno Klasen    | Manthey Racing         | Porsche 997 GT3 RSR (SP7)      | 4:04:15.735 (28) |
| 2     | Marc Basseng Johannes Stuck                | Land Motorsport        | Porsche 997 GT3 RSR (SP7)      | + 1.550 (28)     |
| 3     | Sabine Schmitz Klaus Abbelen               | Frikadelli Racing      | Porsche 997 GT3 Supercup (SP7) | + 7:37.748 (28)  |
| 4     | Bert Lambrecht Jean-François Hemroulle     | Manthey Racing         | Porsche 997 GT3 Supercup (SP7) | + 1 Runde (27)   |
| 5     | Jörg Otto Jochen Krumbach                  | Captain Racing         | Porsche 997 GT3 Cup (Cup3B)    | + 1 Runde (27)   |
| 6     | Stanislav Gryazin Walerij Horban           | Wagner Motorsport      | Porsche 996 GT3 RSR (SP7)      | + 1 Runde (27)   |
| 7     | Andreas Schall Ralf Schall Volker Strycek  | Schall Motorsport      | Opel Astra DTM (E1-XP)         | + 1 Runde (27)   |
| 8     | Frank Kräling Marc Gindorf Peter Scharmach | Manthey Racing         | Porsche 997 GT3 Cup (Cup3B)    | + 1 Runde (27)   |
| 9     | Klaus Hahn Andreas Eberhardt Stefan Müller | AGON Motorsport        | Porsche 997 GT3 Cup (Cup3B)    | + 1 Runde (27)   |
| 10    | Ruben Zeltner Uwe Wächtler Roland Rehfeld  | ADAC Sachsenring e. V. | Porsche 996 GT3 Cup (Cup3A)    | + 1 Runde (27)   |

### 6 h ADAC Ruhr-Pokal-Rennen
| Platz | Fahrer                                                       | Team                       | Fahrzeug (Klasse)              | Zeit (Runden)    |
| ----- | ------------------------------------------------------------ | -------------------------- | ------------------------------ | ---------------- |
| 1     | Marc Lieb Marcel Tiemann Arno Klasen                         | Manthey Racing             | Porsche 997 GT3 RSR (SP7)      | 6:02:46.249 (39) |
| 2     | Claudia Hürtgen Stian Sørlie                                 | Schubert Motorsport        | BMW Z4 M Coupé (SP6)           | + 7:32.311 (39)  |
| 3     | Andreas Schall Ralf Schall Volker Strycek                    | Schall Motorsport          | Opel Astra DTM (E1-XP)         | + 9:15.408 (39)  |
| 4     | Stefan Kissling Hannu Luostarinen Reinhold Mölig             | Kissling Motorsport        | Corvette C6 (SP8)              | + 10:43.264 (39) |
| 5     | Sabine Schmitz Klaus Abbelen                                 | Frikadelli Racing          | Porsche 997 GT3 Supercup (SP7) | + 1 Runde (38)   |
| 6     | Georg Weiss Michael Jacobs Dieter Schornstein Marcel Tiemann | Wochenspiegel Team Manthey | Porsche 997 GT3 Supercup (SP7) | + 1 Runde (38)   |
| 7     | Hans-Joachim Stuck Dirk Adorf                                | Raeder Motorsport          | Lamborghini Gallardo (SP8)     | + 1 Runde (38)   |
| 8     | Bert Lambrecht Jean-François Hemroulle                       | Manthey Racing             | Porsche 997 GT3 Supercup (SP7) | + 1 Runde (38)   |
| 9     | Oliver Kainz Andreas Teichmann                               | Scheid Motorsport          | BMW M3 (SP7)                   | + 1 Runde (38)   |
| 10    | Bernd Otto Edgar Althoff David Horn                          |                            | Porsche 997 GT3 Cup (Cup3B)    | + 2 Runde (37)   |

### 32. DMV 250-Meilen-Rennen
| Platz | Fahrer                                       | Team                       | Fahrzeug (Klasse)              | Zeit (Runden)    |
| ----- | -------------------------------------------- | -------------------------- | ------------------------------ | ---------------- |
| 1     | Marcel Tiemann Arno Klasen                   | Manthey Racing             | Porsche 997 GT3 RSR (SP7)      | 3:11:20.549 (22) |
| 2     | Jürgen Alzen Uwe Alzen                       | Jürgen Alzen Motorsport    | Porsche 997 Turbo (SP8)        | + 3:44.951 (22)  |
| 3     | Armin Hahne Christian Haarmann Pierre Kaffer | Manthey Racing             | Porsche 996 GT3 RSR (SP7)      | + 5:14.173 (22)  |
| 4     | Tomáš Enge Robert Lechner                    | Aston Martin Racing        | Aston Martin DBRS9 (SP8)       | + 5:15.641 (22)  |
| 5     | Sabine Schmitz Klaus Abbelen                 | Frikadelli Racing          | Porsche 997 GT3 Supercup (SP7) | + 6:33.578 (22)  |
| 6     | Georg Weiss Peter-Paul Pietsch               | Wochenspiegel Team Manthey | Porsche 997 GT3 Supercup (SP7) | + 6:57.054 (22)  |
| 7     | Wolfgang Kohler Christian Menzel             | Manthey Racing             | Porsche 997 GT3 Cup (Cup3B)    | + 8:53.400 (22)  |
| 8     | Stanislav Gryazin Walerij Horban             | Wagner Motorsport          | Porsche 996 GT3 RSR (SP7)      | + 8:54.203 (22)  |
| 9     | Martin Ragginger Marco Holzer                | Manthey Racing             | Porsche 997 GT3 Cup (Cup3B)    | + 1 Runde (21)   |
| 10    | Frank Kräling Marc Gindorf Peter Scharmach   | Manthey Racing             | Porsche 997 GT3 Cup (Cup3B)    | + 1 Runde (21)   |

### 33. DMV Münsterlandpokal
| Platz | Fahrer                                             | Team                | Fahrzeug (Klasse)           | Zeit (Runden)    |
| ----- | -------------------------------------------------- | ------------------- | --------------------------- | ---------------- |
| 1     | Marc Basseng Dirk Werner                           | Land Motorsport     | Porsche 997 GT3 RSR (SP7)   | 4:07:18.496 (28) |
| 2     | Armin Hahne Christian Haarmann                     | Manthey Racing      | Porsche 996 GT3 RSR (SP7)   | + 5:05.041 (28)  |
| 3     | Stefan Kissling Hannu Luostarinen Volker Stycek    | Kissling Motorsport | Corvette C6 (SP8)           | + 6:05.570 (28)  |
| 4     | Marcel Tiemann Arno Klasen                         | Manthey Racing      | Porsche 997 GT3 RSR (SP7)   | + 1 Runde (27)   |
| 5     | Wolfgang Kohler Christian Menzel                   | Manthey Racing      | Porsche 997 GT3 Cup (Cup3B) | + 1 Runde (27)   |
| 6     | Frank Kräling Marc Gindorf                         | Manthey Racing      | Porsche 997 GT3 Cup (Cup3B) | + 1 Runde (27)   |
| 7     | Bernd Otto Edgar Althoff                           |                     | Porsche 997 GT3 Cup (Cup3B) | + 1 Runde (27)   |
| 8     | Oliver Kainz                                       | Scheid Motorsport   | BMW M3 (SP7)                | + 1 Runde (27)   |
| 9     | Rudi Adams Markus Großmann Marco Schelp            | Dörr Motorsport     | BMW Z4 M Coupé (SP6)        | + 1 Runde (27)   |
| 10    | Heinz Schmersal Christoph Koslowski Mike Stursberg | Schubert Motorsport | BMW Z4 M Coupé (SP6)        | + 1 Runde (27)   |

### BFGoodrich Trophy
| Platz | Fahrer                                        | Team                       | Fahrzeug (Klasse)              | Zeit (Runden)    |
| ----- | --------------------------------------------- | -------------------------- | ------------------------------ | ---------------- |
| 1     | Marc Basseng Dirk Werner                      | Land Motorsport            | Porsche 997 GT3 RSR (SP7)      | 4:00:12.793 (23) |
| 2     | Marc Lieb Armin Hahne                         | Manthey Racing             | Porsche 997 GT3 Cup S (E1-XP)  | + 36.740 (23)    |
| 3     | Oliver Kainz                                  | Scheid Motorsport          | BMW M3 (SP7)                   | + 3:28.580 (23)  |
| 4     | Timo Bernhard Marcel Tiemann Arno Klasen      | Manthey Racing             | Porsche 997 GT3 RSR (SP7)      | + 3:54.431 (23)  |
| 5     | Martin Ragginger Marco Holzer                 | Manthey Racing             | Porsche 997 GT3 Cup (Cup3B)    | + 5:30.323 (23)  |
| 6     | Georg Weiss Marcel Tiemann Martin Ragginger   | Wochenspiegel Team Manthey | Porsche 997 GT3 Supercup (SP7) | + 7:44.786 (23)  |
| 7     | Jörg Otto Jochen Krumbach                     | Captain Racing             | Porsche 997 GT3 Cup (Cup3B)    | + 7:49.744 (23)  |
| 8     | Stanislav Gryazin Walerij Horban              | Wagner Motorsport          | Porsche 997 GT3 Cup (Cup3B)    | + 8:56.676 (23)  |
| 9     | Heinz Schmersal Stephan Rösler Mike Stursberg | Schubert Motorsport        | BMW Z4 M Coupé (SP6)           | + 1 Runde (22)   |
| 10    | Wilfried Schmitz Florian Fricke Marcel Engels | Jürgen Alzen Motorsport    | Porsche 997 GT3 Cup (Cup3B)    | + 1 Runde (22)   |